# Ach (Blau)
Die Ach (auch Schelklinger Ach, ab Blaubeuren-Weiler auch Aach bzw. Schelklinger Aach) ist ein 10,2 km langer, rechter Nebenfluss der Blau in Baden-Württemberg, Deutschland.

## Achursprung

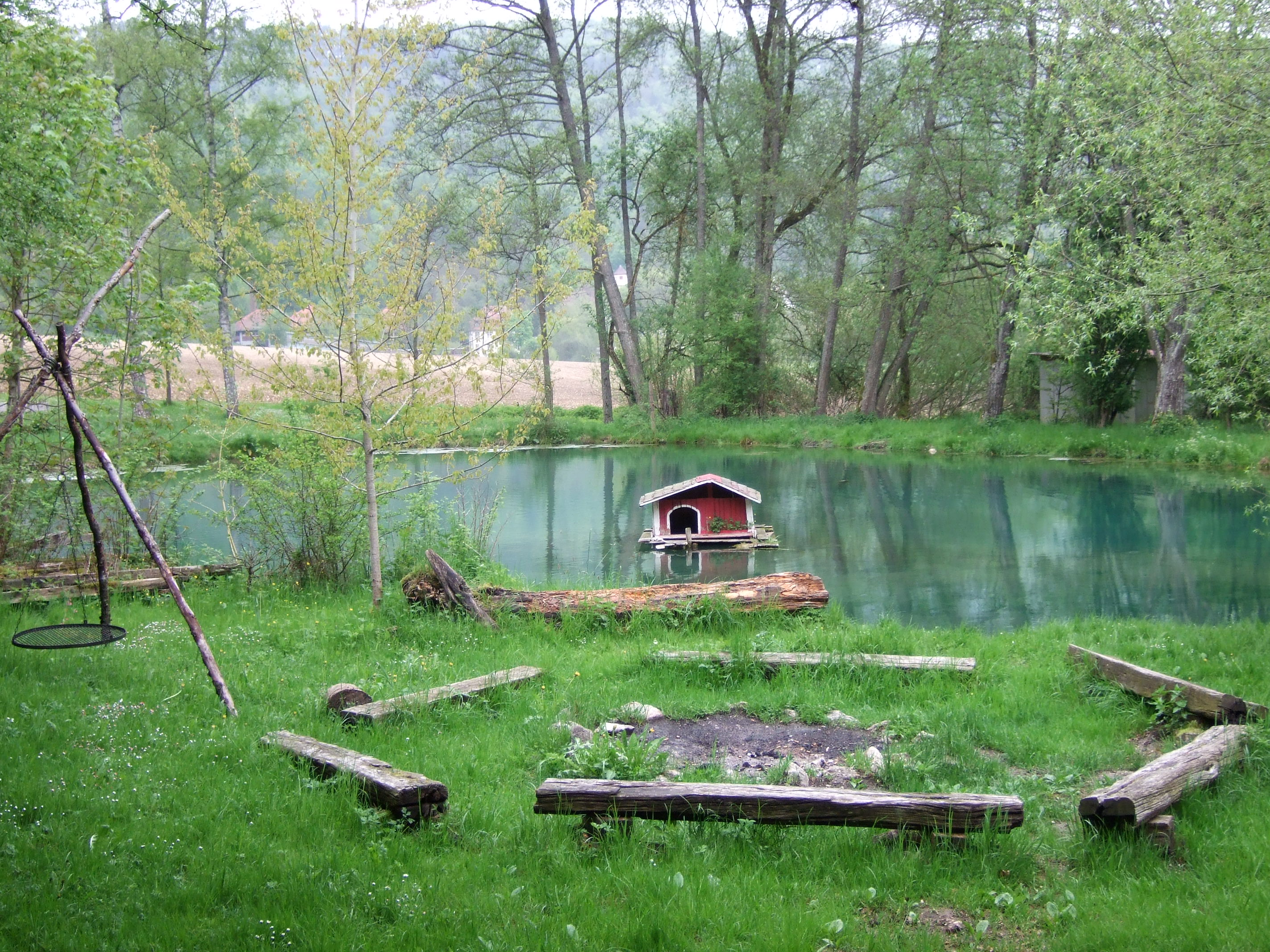
Achursprung

Die Ach entspringt westlich von Schelklingen im Achursprung (535 m ü. NN), einer Karstquelle an der Dreikönigsmühle und etwa 500 m südlich des Klosters Urspring. Es handelt sich um einen kreisrunden, bläulich schimmernden Quelltopf, mit einer mittleren Schüttung von 440 Litern pro Sekunde (min. 110 l/s, max. 1.200 l/s).

## Verlauf
Nach nur rund 100 m Flussstrecke mündet ihr linksseitig die beim Kloster Urspring entspringende, längere und wasserreichere Urspring zu. Die Ach verläuft auf ihrer gesamten Fließstrecke in einem Urdonautal. Bis Schelklingen fließt sie dann in östliche Richtung, wendet sich dann aber nach Nordosten. Vor ihrer Mündung umfließt die Ach bei Weiler den Bruckfels beim Geißenklösterle und die Weilerhalde in zwei weiten Flussschleifen, bevor sie durch Blaubeuren fließt und auf 515 m ü. NN in die noch junge Blau mündet.
Auf ihrem 10,2 km langen Weg fällt die Ach um 20 m Höhe, was einem mittleren Sohlgefälle von 2 ‰ entspricht.

## Sehenswürdigkeiten und Bauwerke

### Welterbestätten
Die zur Welterbestätte Höhlen und Eiszeitkunst der Schwäbischen Alb gehörenden Höhlen Hohler Fels, Sirgensteinhöhle und  Geißenklösterle liegen im Achtal. Der Hohle Fels ist eine der größten Höhlenhallen der Schwäbischen Alb und Süddeutschlands, in der archäologisch herausragende Funde gemacht wurden. Auf der gegenüberliegenden Talflanke steht der Sirgenstein, ein zwanzig Meter hoher Felsen mit einer steinzeitlichen Wohnhöhle (Sirgensteinhöhle), Abri und einer mittelalterlichen Burgruine (Burgrest Sirgenstein). Weiter talabwärts am Hauptwanderweg 2 des Schwäbischen Albvereins liegen die Ruine Günzelburg sowie weitere steinzeitliche Höhlen wie das Geißenklösterle und die Brillenhöhle.

### Weitere
In Schelklingen befinden sich die Ruine Hohenschelklingen sowie die Sankt-Afra-Kapelle mit ihrem gotischen Freskenzyklus.
In Blaubeuren befinden sich der Blautopf und das benachbarte ehemalige Kloster Blaubeuren mit seiner Klosterkirche, das Rusenschloß und die Hammerschmiede.

## Wirtschaft

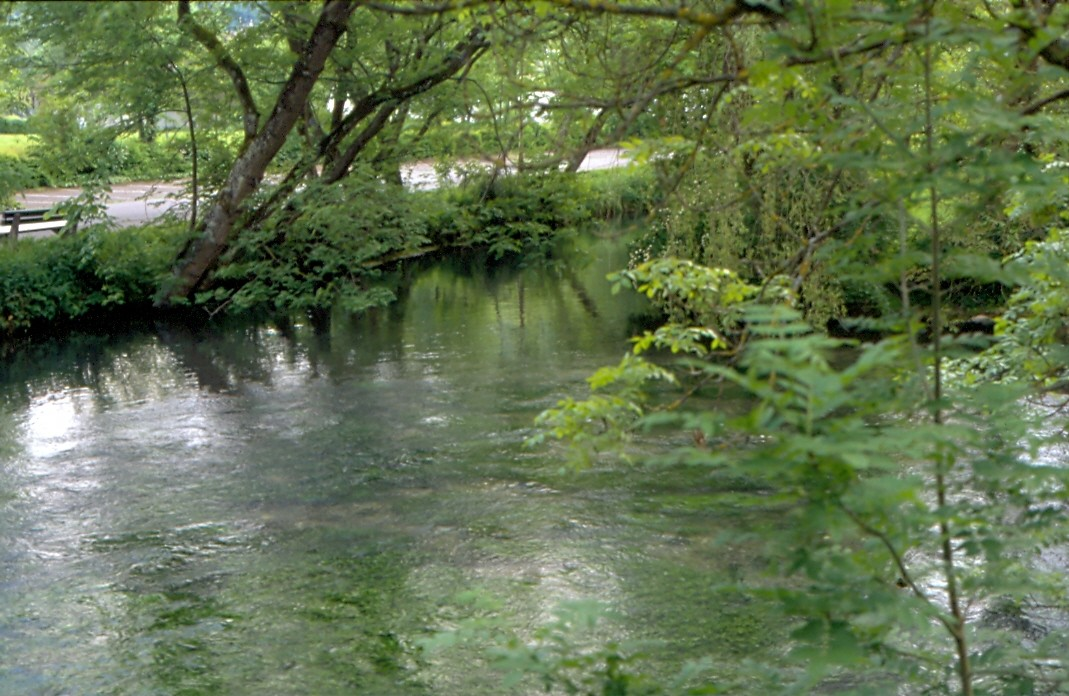
Die Ach (hinten) mündet in die Blau (v. rechts n. links)

### Touristik
Die Ach wird von Wassersportlern als reizvolles Kanugewässer genutzt. Aus Vogelschutzgründen ist das Befahren der Ach zwischen Schelklingen und Blaubeuren jährlich zwischen dem 1. März und dem 30. Juni für Einzelfahrer untersagt, Ausnahmegenehmigungen können von der Naturschutzbehörde Ulm erteilt werden. Organisierte Fahrten, gewerblicher Verleih und Veranstaltungen benötigen ganzjährig eine behördliche Erlaubnis.

### Bedeutung als Verkehrsweg
Die Ach ist nicht schiffbar. Sie wird ab Schelklingen von der Bundesstraße 492 und der Bahnstrecke Ulm–Sigmaringen begleitet.